# Bactrocera commina
Bactrocera commina är en tvåvingeart som beskrevs av Drew 1989. Bactrocera commina ingår i släktet Bactrocera och familjen borrflugor. Inga underarter finns listade.